# دینگو (فیلم)
«دینگو» (انگلیسی: Dingo (film)) فیلمی در ژانر موزیکال به کارگردانی رالف ده هیر است که در سال ۱۹۹۲ منتشر شد. از بازیگران آن می‌توان به مایلز دیویس اشاره کرد.